# Emina (sevdalinka)
"Emina" je sevdalinka nastala na tekst mostarskog pjesnika Alekse Šantića, koji ju je napisao pod dojmom ljepote Mostarke Emine Sefić. 
Iako je pjesma prvi put objavljena 1902. u časopisu Kolo, kasnije je postala popularna sevdalinka koju su izvodili mnogi umjetnici iz bivših jugoslavenskih republika.

## Emina Sefić
Emina Koluder (rođ. Sefić) rođena je 1884. u Mostaru. Njen otac bio je istaknuti imam u Mostaru, a obitelj je živjela u blizini Starog mosta i bili su susjedi slavnog pjesnika Alekse Šantića.
Emina se udala za Avdagu Koludera, odselila iz rodnog grada i imala je 14-ero djece. Umrla je 1967. u 83. godini. Njena praunuka, Alma Ferović je sopranistica i nastupala je s Eltonom Johnom i A. R. Rahmanom.
Dana 27. svibnja 2010. brončani kip Emine otkriven je u Mostaru na Šantićev 142. rođendan. Djelo je kipara Zlatko Dizdarević i stvaran je u vremenu od tri mjeseca i nije bio zasnovan na njenim fotografijama, nego je to bila umjetnička vizija bosanske ljepote. Oblikovana je s odjećom koje su žene nosile u Bosni i Hercegovini na prelazu u 20. stoljeće.

## "Emina" danas
Po predaji, posljednju strofu, koja je dodana izvornom Šantićevom tekstu, izrekla je Sevda Katica, usmeni kazivač narodnih pjesama, kada je čula za smrt Emine. Kada je Sevda sve ispričala Himzi Polovini on je uvidio ljepotu stihova te ih je odlučio zadržati. Pjesmu su mnogi izvodili s dodatkom Sevdinih stihova, dok su je Himzo Polovina i Ibrica Jusić kao takvu snimili na nosače zvuka.